# ジェナ・ディーワン
ジェナ・リー・ディーワン（Jenna Lee Dewan、ジェナ・ディーワン=テイタムとも、1980年12月3日 - ）は、アメリカ合衆国の女優。

## 来歴
コネチカット州ハートフォード出身。父親はポーランド人およびレバノン人の血を引き、母親はドイツ人およびイングランド人の血を引く。幼い頃に両親は離婚。テキサス州の高校ではチアリーダーをしていた。高校卒業後、南カリフォルニア大学に進学。
ダンスグループ「Pi Beta Phi」のメンバーとしてジャスティン・ティンバーレイクやジャネット・ジャクソンなど、多数のミュージシャンのミュージックビデオの出演やコンサートツアーに帯同。2010年にはクリスティーナ・アギレラのNot Myself Tonightのミュージック・ビデオにも出演している。
2004年に女優デビューし、翌年には『Waterborne』で映画初出演を果たす。2006年公開の『ステップ・アップ』ではティーン・チョイス・アワードを受賞する。

### 私生活
『ステップ・アップ』で共演したチャニング・テイタムと2008年9月婚約、翌年6月11日に結婚。
2018年4月3日に離婚を発表。

## 主な出演作品
| 公開年    | 邦題 原題                                                    | 役名             | 備考                        |
| --------- | ------------------------------------------------------------ | ---------------- | --------------------------- |
| 2005      | ルール6 Tamara                                               | タマラ           |                             |
| 2006      | レッスン! Take the Lead                                      | サーシャ         |                             |
| 2006      | ステップ・アップ Step Up                                     | ノーラ           |                             |
| 2006      | 呪怨 パンデミック The Grudge 2                               | サリー           |                             |
| 2008      | チェイス・ヴァニッシャー Love Lies Bleeding                  | アンバー         | オリジナルビデオ            |
| 2008      | ゴシップ・チアガール Fab Five: The Texas Cheerleader Scandal | エマ・カー       | テレビ映画                  |
| 2011      | セットアップ Setup                                           | ミア             |                             |
| 2012-2013 | アメリカン・ホラー・ストーリー American Horror Story         | テレサ・モリソン | テレビシリーズ、6エピソード |
| 2015-     | SUPERGIRL/スーパーガール Supergirl                           | ルーシー・レーン |                             |
| 2019      | サウンドトラック Soundtrack                                  | ジョアンナ       |                             |